# Marie Mayoux
Marie Mayoux, (pseudonyme Joséphine Bougon), née le 24 avril 1878 à Lesterps (Charente) et morte le 16 juin 1969 à La Ciotat (Bouches-du-Rhône), est une institutrice, pacifiste et antimilitariste française. Syndicaliste révolutionnaire, elle s'affirme socialiste internationaliste avant de se rapprocher du mouvement libertaire.
En 1917, avec son mari François Mayoux (pseudonyme Constant Bougon), elle est condamnée à deux ans de prison pour « propos défaitistes ».

## Biographie
Marie Joséphine Gouranchat est la fille de Louis Gouranchat, maréchal-ferrant, et de Marie Duhaumont.
Elle se marie, le 21 août 1902 à Beaulieu-sur-Sonnette, avec François Mayoux (1882-1967).
En 1905, avec son mari, elle est parmi les fondateurs de la Fédération nationale des syndicats d’instituteurs (FNSI) qui publiera la revue L’École émancipée.
En juin 1915, elle est l'autrice du Manifeste des instituteurs syndicalistes publié sous le titre « Les Instituteurs syndicalistes et la guerre » par la section de la Charente de la Fédération nationale des syndicats d’institutrices et d’instituteurs publics. Ce texte rappelle la liberté de conscience des instituteurs et l’impossibilité pour eux de devenir des « bourreurs de crânes ». Il sera rejeté, 13 juin 1915, par le conseil fédéral de l’enseignement,.
En mai 1917, Marie et François, tous les deux instituteurs à l'école communale de Dignac, publient une brochure pacifiste intitulée Les instituteurs syndicalistes et la guerre. Ils collent également des petits papillons proclamant : « Assez d’hommes tués, la Paix ! » ou « La Paix sans annexions, sans conquêtes, sans indemnités ».
Ils font partie des instituteurs qui protestent contre l’envoi d’un opuscule violemment anti-allemand, « Leurs crimes », que les enseignants doivent lire avec leurs élèves.
Ils sont arrêtés, traduits en justice condamnés à six mois de prison, aggravés, le 29 décembre, à deux ans en appel et révoqués pour « propos défaitistes ». Leur jeune fils est alors accueilli par Madeleine Vernet.
Marie est libérée le 1er avril 1919, après 10 mois de réclusion (François après 17 mois). Révoqués de l'enseignement, ils ne seront réintégrés qu'en 1924 dans le cadre de l’amnistie de 1919.
Après un bref passage au Parti communiste, dont elle est exclue en 1922, le couple se rapproche du mouvement libertaire et participe à la presse anarchiste dont La Revue anarchiste, La Voix Libertaire, Ce qu'il faut dire de Sébastien Faure, Défense de l'Homme de Louis Lecoin et Le Monde libertaire.
En 1939, leur fils Jehan Mayoux fidèle aux convictions pacifistes de ses parents refuse la mobilisation. Insoumis, il est condamné à cinq ans de prison, mais parvient à s'évader. Il est repris par les autorités de Vichy et est déporté dans un camp de prisonniers de guerre en Ukraine. Durant la Guerre d'Algérie, il réclame le droit à l'insoumission en signant le Manifeste des 121. Il est sanctionné, suspendu pendant cinq ans et déplacé d’office de son poste d’inspecteur primaire.

## Œuvres
- Institutrices et instituteurs contre la propagande et contre la guerre, Saumur, 1er juillet 1917, texte intégral.
- Les Instituteurs syndicalistes et la guerre, Dignac, 1917
- Marie et François Mayoux, Notre affaire, Éditions de l'Avenir social, Épône, 1918, texte intégral.

## Citation
« Ce que nous n'avons jamais accepté, et ce que nous n'accepterons jamais, ce que nous repoussons du pied avec une répugnance méprisante, c'est cette prétention du gouvernement de la République à nous transformer en agents politiques de la plus basse espèce, en propagandistes anti-boches, en pourvoyeurs d'un jusqu'au boutisme insensé, en missionnaires de la haine la plus aveugle, en bourreurs de crâne de nos propres élèves » - Les instituteurs syndicalistes et la guerre (1917).

## Hommage
Une école primaire porte son nom et celui de son mari à Dignac.

## Notices
- Notices d'autorité :   - VIAF
  - ISNI
  - BnF (données)
  - IdRef
  - LCCN
  - GND
  - WorldCat
.
- Data-Bnf : Marie Mayoux (1878-1969): nom d'alliance.
- Dictionnaire des anarchistes, « Le Maitron » : notice biographique.
- L'Éphéméride anarchiste : notice biographique.
- Dictionnaire biographique, mouvement ouvrier, mouvement social : François et Marie Mayoux.
- Centre International de Recherches sur l'Anarchisme (Lausanne) : notice.
- Musée social : Auteur Marie Mayoux (1878-1969).
- (en) Washington Nuclear Museum and Educational Center : notice biographique.
- (en) The Daily Bleed : notice biographique.